# 470
470（四百七十、よんひゃくななじゅう）は自然数、また整数において、469の次で471の前の数である。

## 性質
- 470は合成数であり、約数は 1, 2, 5, 10, 47, 94, 235, 470 である。
  - 約数の和は864。
- 57番目の楔数である。1つ前は465、次は474。
- 4702 + 1 = 220901 であり、n2 + 1 の形で素数を生む67番目の数である。1つ前は466、次は474。(オンライン整数列大辞典の数列 A005574)
- 各位の和が11になる44番目の数である。1つ前は461、次は506。
- 470 = 22 + 52 + 212 = 32 + 102 + 192 = 52 + 112 + 182 = 72 + 142 + 152 = 92 + 102 + 172
  - 3つの平方数の和5通りで表せる21番目の数である。1つ前は450、次は474。(オンライン整数列大辞典の数列 A025325)
  - 異なる3つの平方数の和5通りで表せる15番目の数である。1つ前は441、次は474。(オンライン整数列大辞典の数列 A025343)
- 470 = 13 + 13 + 53 + 73
  - 4つの正の数の立方数の和で表せる115番目の数である。1つ前は469、次は472。(オンライン整数列大辞典の数列 A003327)
- n = 470 のとき n と n + 1 を並べた数を作ると素数になる。n と n + 1 を並べた数が素数になる60番目の数である。1つ前は456、次は476。(オンライン整数列大辞典の数列 A030457)

## その他 470 に関連すること
- 西暦470年
- 紀元前470年
- ヨットの種別470級
- パセオ470
- LAMモザンビーク航空470便墜落事故